# Shuvuuia
Shuvuuia deserti
Genre
Espèce
Shuvuuia est un genre éteint de tout petits dinosaures théropodes du Crétacé supérieur. Il appartient à la famille des Alvarezsauridae, regroupant des petits dinosaures coelurosauriens caractérisés par des membres antérieurs courts mais puissants et spécialisés pour creuser.
Ce dinosaure est représenté par une espèce unique, Shuvuuia deserti « oiseau du désert », dont les spécimens découverts proviennent de la Formation de Djadokhta dans le désert de Gobi, en Mongolie,. Le nom est dérivé du mot mongol shuvuu (шувуу) qui signifie « oiseau ».

## Découvertes
Les fossiles de Shuvuuia sont actuellement connus de deux endroits dans la Formation de Djadokhta, à Ukhaa Tolgod et Tögrögiin Shiree. L'âge de ces sites est estimé à d'environ 75 millions d'années (Campanien terminal).

## Description

### Squelette

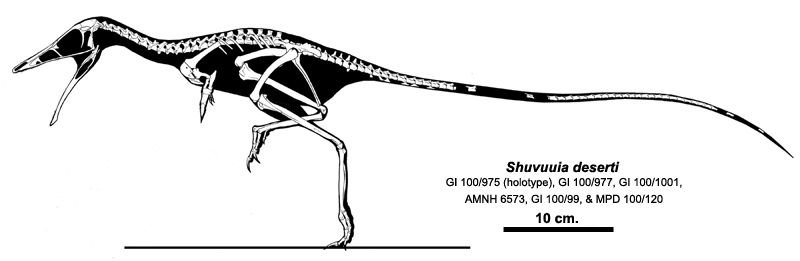
Reconstitution du squelette

Shuvuuia était un petit animal de faible constitution. Avec 60 cm de long, il est l'un des plus petits dinosaures connus. Le crâne est de faible constitution avec des mâchoires longues et minces et des dents minuscules. Shuvuuia est unique parmi les théropodes non-aviaires dans la capacité à pouvoir actionner sa mâchoire supérieure indépendamment de sa boîte crânienne.
Les membres postérieurs de Shuvuuia sont longs, minces, avec de courts orteils, ce qui peut indiquer d'importantes capacités à courir. Les membres antérieurs, cependant, sont inhabituellement courts et puissamment bâtis. Bien qu'à l'origine on pensait que Shuvuuia et les autres alvarezsauridés ne possédaient qu'un doigt unique aux membres antérieurs, les spécimens les plus récents montrent la présence d'un deuxième et troisième doigts réduits en plus du pouce hypertrophié connu sur les individus précédents. Comme d'autres alvarezsauridés, Shuvuuia pourrait avoir utilisé ses pattes avant pour ouvrir des nids d'insectes, et ses mâchoires minces inhabituellement mobiles pour fouiller après de telles proies.

### Plumes
Le spécimen-type de Shuvuuia a été trouvé entouré de petites structures creuses et tubulaires ressemblant au rachis, axe central des plumes des oiseaux modernes. Bien que ces structures soient très détériorées et mal conservées, leur analyse biochimique a montré qu'elles contiennent des produits de décomposition de la protéine bêta-kératine, et de manière plus significative, l'absence d'alpha-kératine. Alors que la bêta-kératine se trouve dans toutes les cellules tégumentaires (peau et plumes) des reptiles et des oiseaux, seules les plumes d'oiseaux manquent totalement d'alpha-kératine. Ces résultats montrent que, bien que mal conservé, Shuvuuia était susceptible de posséder un plumage.

## Classification
Le cladogramme suivant montre la position phylogénétique de Shuvuuia parmi les Alvarezsauridae, suivant l'étude menée par Makovicky, Apesteguía et Gianechini en 2012, lors de la description d'Alnashetri cerropoliciensis :
|  | Albinykus baatar  |
|  |                   |
|  | Xixianykus zhangi |
|  |                   |

|  | Mononykus olecranus |
|  |                     |
|  | Shuvuuia deserti    |
|  |                     |

|  | Albinykus baatar  |
|  |                   |
|  | Xixianykus zhangi |
|  |                   |

|  | Mononykus olecranus |
|  |                     |
|  | Shuvuuia deserti    |
|  |                     |

|  | Albinykus baatar  |
|  |                   |
|  | Xixianykus zhangi |
|  |                   |

|  | Mononykus olecranus |
|  |                     |
|  | Shuvuuia deserti    |
|  |                     |

|  | Albinykus baatar  |
|  |                   |
|  | Xixianykus zhangi |
|  |                   |

|  | Mononykus olecranus |
|  |                     |
|  | Shuvuuia deserti    |
|  |                     |

|  | Albinykus baatar  |
|  |                   |
|  | Xixianykus zhangi |
|  |                   |

|  | Mononykus olecranus |
|  |                     |
|  | Shuvuuia deserti    |
|  |                     |

|  | Albinykus baatar  |
|  |                   |
|  | Xixianykus zhangi |
|  |                   |

|  | Mononykus olecranus |
|  |                     |
|  | Shuvuuia deserti    |
|  |                     |

|  | Albinykus baatar  |
|  |                   |
|  | Xixianykus zhangi |
|  |                   |

|  | Mononykus olecranus |
|  |                     |
|  | Shuvuuia deserti    |
|  |                     |

|  | Albinykus baatar  |
|  |                   |
|  | Xixianykus zhangi |
|  |                   |

|  | Mononykus olecranus |
|  |                     |
|  | Shuvuuia deserti    |
|  |                     |

|  | Albinykus baatar  |
|  |                   |
|  | Xixianykus zhangi |
|  |                   |

|  | Mononykus olecranus |
|  |                     |
|  | Shuvuuia deserti    |
|  |                     |

|  | Albinykus baatar  |
|  |                   |
|  | Xixianykus zhangi |
|  |                   |

|  | Mononykus olecranus |
|  |                     |
|  | Shuvuuia deserti    |
|  |                     |

|  | Albinykus baatar  |
|  |                   |
|  | Xixianykus zhangi |
|  |                   |

|  | Mononykus olecranus |
|  |                     |
|  | Shuvuuia deserti    |
|  |                     |

|  | Albinykus baatar  |
|  |                   |
|  | Xixianykus zhangi |
|  |                   |

|  | Mononykus olecranus |
|  |                     |
|  | Shuvuuia deserti    |
|  |                     |

|  | Albinykus baatar  |
|  |                   |
|  | Xixianykus zhangi |
|  |                   |

|  | Mononykus olecranus |
|  |                     |
|  | Shuvuuia deserti    |
|  |                     |

|  | Albinykus baatar  |
|  |                   |
|  | Xixianykus zhangi |
|  |                   |

|  | Mononykus olecranus |
|  |                     |
|  | Shuvuuia deserti    |
|  |                     |

|  | Albinykus baatar  |
|  |                   |
|  | Xixianykus zhangi |
|  |                   |

|  | Mononykus olecranus |
|  |                     |
|  | Shuvuuia deserti    |
|  |                     |

|  | Albinykus baatar  |
|  |                   |
|  | Xixianykus zhangi |
|  |                   |

|  | Mononykus olecranus |
|  |                     |
|  | Shuvuuia deserti    |
|  |                     |

## Publication originale
- (en) Luis M. Chiappe, Mark A. Norell et James M. Clark, « The skull of a relative of the stem-group bird Mononykus », Nature, NPG et Springer Science+Business Media, vol. 392, no 6673,‎ mars 1998, p. 275-278 (ISSN 1476-4687 et 0028-0836, OCLC 01586310, DOI 10.1038/32642).